# Naturschutzgebiet Reitmecke
Das Naturschutzgebiet Reitmecke mit einer Größe von 3,6 ha liegt nordöstlich von Heinrichsdorf im Stadtgebiet von Olsberg im Hochsauerlandkreis. Das Gebiet wurde 2004 mit dem Landschaftsplan Olsberg durch den Hochsauerlandkreis als Naturschutzgebiet (NSG) ausgewiesen.

## Gebietsbeschreibung
Beim NSG handelt es sich um die Quellbäche der Reitmecke in einem Steilhang. Der Schluchtwald wird von Rotbuche und Ahorn dominiert.

## Schutzzweck
Im NSG soll der dortige Wald geschützt werden. Wie bei allen Naturschutzgebieten in Deutschland wurde in der Schutzausweisung darauf hingewiesen, dass das Gebiet „wegen der Seltenheit, besonderen Eigenart und Schönheit des Gebietes“ zum Naturschutzgebiet wurde.